# کریستف مسلین
کریستف مسلین (انگلیسی: Christophe Meslin؛ زادهٔ ۱۳ ژوئیهٔ ۱۹۷۷) بازیکن فوتبال اهل فرانسه است که در پست مهاجم بازی می‌کند.
از باشگاه‌هایی که در آن بازی کرده‌است می‌توان به باشگاه فوتبال گنگام، باشگاه فوتبال باستیا، باشگاه فوتبال رن، باشگاه فوتبال تروا، و باشگاه فوتبال نیس اشاره کرد.